# Merica (mollusque)
Genre
Synonymes
- Cancellaria (Merica) H. Adams & A. Adams, 1854
- Merica (Merica) H. Adams & A. Adams, 1854
- Momoebora Kuroda & Habe, 1971

Merica est un genre de mollusques gastéropodes de l'ordre des Neogastropoda et de la famille des Cancellariidae.

## Liste des espèces
Selon World Register of Marine Species (12 septembre 2019) :
- Merica admirabilis Lozouet, 2019 †
- Merica aqualica (Petit & Harasewych, 1986)
- Merica asperella (Lamarck, 1822)
- Merica boucheti (Petit & Harasewych, 1986)
- Merica deynzeri Petit & Harasewych, 2000
- Merica ektyphos Petit & Harasewych, 2000
- Merica elegans (G. B. Sowerby I, 1822)
- †Merica estotiensis Lozouet, 2019
- Merica gigantea (Y.-C. Lee & T. C. Lan, 2002)
- Merica laticosta (Löbbecke, 1881)
- Merica lussii Petit & Harasewych, 2000
- Merica marisca Bouchet & Petit, 2002
- Merica melanostoma (G. B. Sowerby II, 1849)
- Merica mutabilis Lozouet, 2019 †
- Merica oblonga (G. B. Sowerby I, 1825)
- Merica pilasensis Verhecken, 2018
- Merica purpuriformis (Kiener, 1841)
- Merica sinensis (Reeve, 1856)
- Merica stuardoi (McLean & Andrade, 1982)

Noms en synonymie
- Merica (Merica) aqualica (Petit & Harasewych, 1986), un synonyme de Merica aqualica (Petit & Harasewych, 1986)
- Merica (Merica) ektyphos Petit & Harasewych, 2000, un synonyme de Merica ektyphos Petit & Harasewych, 2000
- Merica (Merica) purpuriformis (Kiener, 1841), un synonyme de Merica purpuriformis (Kiener, 1841)
- Merica (Sydaphera) Iredale, 1929, un synonyme de Sydaphera Iredale, 1929
  - Merica (Sydaphera) boucheti (Petit & Harasewych, 1986), un synonyme de Merica boucheti (Petit & Harasewych, 1986)
  - Merica (Sydaphera) gigantea (Y.-C. Lee & T. C. Lan, 2002), un synonyme de Merica gigantea (Y.-C. Lee & T. C. Lan, 2002)
  - Merica (Sydaphera) stuardoi (McLean & Andrade, 1982), un synonyme de Merica stuardoi (McLean & Andrade, 1982)
- †Merica haweraensis Laws, 1940, un synonyme de †Scalptia haweraensis (Laws, 1940)
- †Merica kaiparaensis Laws, 1939 , un synonyme de †Scalptia kaiparaensis (Laws, 1939)
- †Merica pukeuriensis Finlay, 1930, un synonyme de †Scalptia pukeuriensis (Finlay, 1930)